# Condado de Dawson (Nebraska)
O Condado de Dawson é um dos 93 condados do estado norte-americano de Nebraska. A sede do condado é Lexington, que é também a sua maior cidade. O condado tem uma área de 1461 km² (dos quais 3 km² estão cobertos por água), uma população de 24 365 habitantes, e uma densidade populacional de 9 hab/km² (segundo o censo nacional de 2000). O condado foi fundado em 1871.

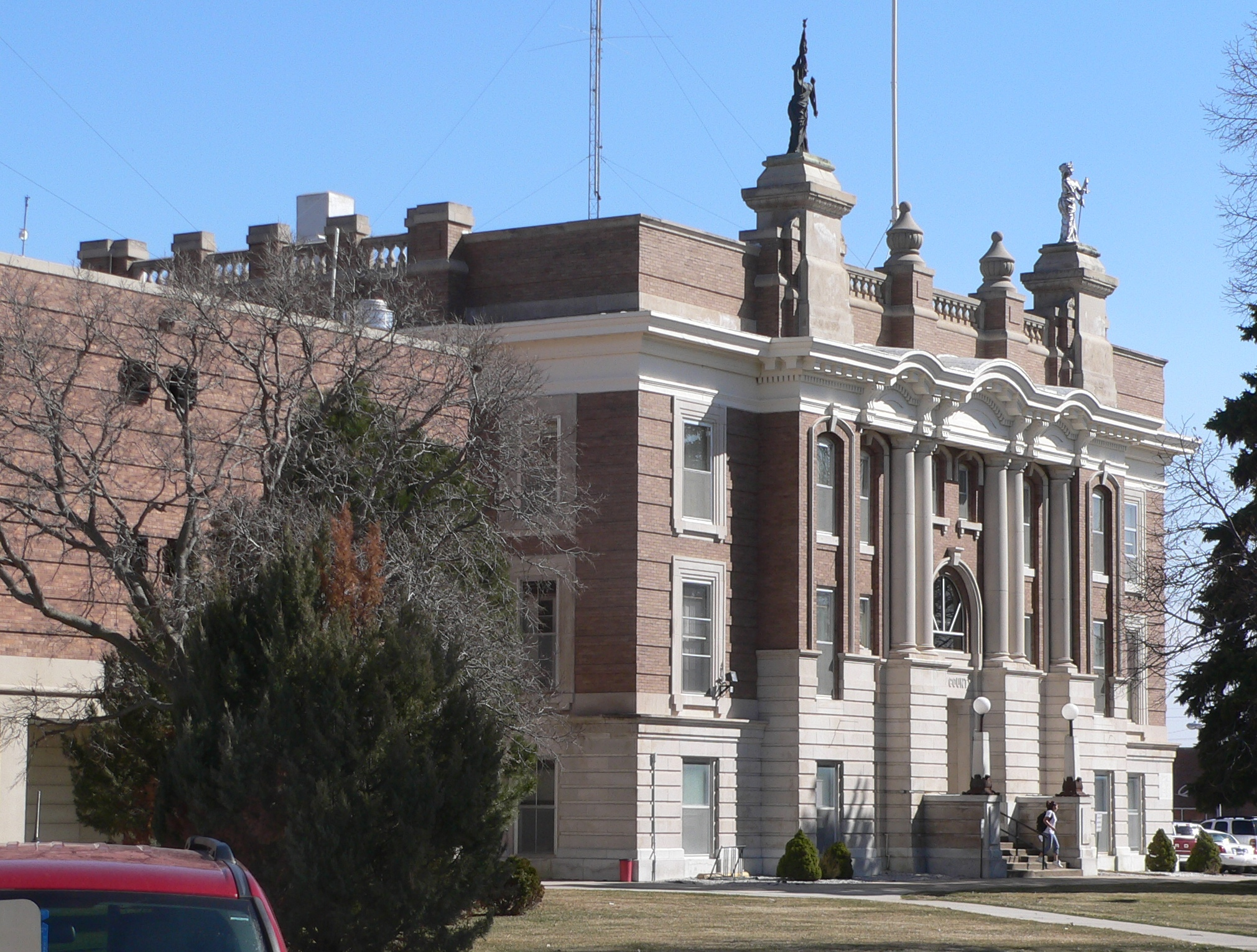
Tribunal do condado de Dawson em Lexington, Nebraska